# Цупино (Салерно)
Цупино је насеље у Италији у округу Салерно, региону Кампанија.
Према процени из 2011. у насељу је живело 301 становника. Насеље се налази на надморској висини од 348 м.